# Oblivskaja
Oblivskaja (in russo Обливская?) è un villaggio della Russia europea meridionale nell'oblast' di Rostov; è il centro amministrativo del distretto Oblivskij.
Si trova sulla riva destra del fiume Čir che segna il confine con l'oblast' di Volgograd.